# 白城定一
白城 定一（しらき さだいち、1887年〈明治20年〉4月25日 - 1978年〈昭和53年〉11月4日）は、日本の実業家、政治家。衆議院議員（1期）。

## 経歴
愛媛県北宇和郡、のちの喜佐方村（吉田町を経て現宇和島市）で、白城清太郎の二男として生まれた。同郷の山下亀三郎を頼り、横浜石炭商会（のちの山下汽船）に入る。山下汽船(株)取締役、山下(名)理事、尼ヶ崎築港(株)監査役、阪神築港(株)取締役、白城(名)社長、日満鉱業(株)取締役、同社長、同会長、満州鉛鉱(株)副社長、満州鉱山(株)取締役、日満石膏(株)会長となる。
1930年の第17回衆議院議員総選挙において愛媛3区(当時)から立憲政友会公認で立候補したが落選。1932年の第18回衆議院議員総選挙で当選。1936年の第19回衆議院議員総選挙には出馬しなかった。1978年死去。